# Dolichoderus scrobiculatus
Dolichoderus scrobiculatus är en myrart som först beskrevs av Mayr 1876.  Dolichoderus scrobiculatus ingår i släktet Dolichoderus och familjen myror. Inga underarter finns listade i Catalogue of Life.